# Escobaria tuberculosa
Escobaria tuberculosa (biznaga rómbica) es una especie de biznaga perteneciente a la familia Cactaceae que se distribuye en al norte de México y el sur de Estados Unidos. La palabra tuberculosa hace referencia a la forma de sus tallos en forma de tubérculos.

## Descripción
Crece de forma solitaria y en ocasiones en agrupaciones, con tallos de formas variables, cilíndricos a ovoides de 5 a 12 cm de alto y de 3 a 7 cm de ancho, con muchas espinas. Los tubérculos de 10 mm de largo. Tiene de 4 a 8 espinas centrales, una de ellas es predominante, con ápices amarillos a rosas, recta de hasta 2 cm de largo. Las espinas radiales de color amarillo, blanco o gris, entre 20 y 30, esparcidas y rectas de 1,2 cm de largo. La flor es ancha, con aroma dulce, de color rosa y 3 cm de largo y ancho.

## Distribución y hábitat
Se distribuye en Chihuahua, Coahuila, Durango, Nuevo León y Zacatecas en México y en Arizona, Nuevo México y Texas en Estados Unidos. Habita sobre pendientes rocosas y sobre suelos calizos o de origen volcánico en matorrales xerófilos y pastizales.

## Estado de conservación
No se conoce mayores amenazas para la conservación de esta especie, su área de distribución es bastante amplia y sus poblaciones son abundantes. Habita dentro de varias áreas protegidas de México y Estados Unidos.